# Agolambrus
Agolambrus is een geslacht van kreeftachtigen uit de klasse van de Malacostraca (hogere kreeftachtigen).

## Soort
- Agolambrus agonus (Stimpson, 1871)